# Place Édouard-Normand
La place Édouard-Normand est une place publique de Nantes, en France.

## Situation et accès
Située dans le quartier Hauts-Pavés - Saint-Félix, et dont l'extrémité sud forme la limite avec le quartier du centre-ville, la place se trouve à la convergence des rues Faustin-Hélie, Harouys, de la Bastille, le passage Louis-Levesque, ainsi que des rues Menou, Joseph-Caillé et Capitaine-Corhumel.

## Origine du nom
Elle porte le nom d'Édouard Normand, industriel nantais, maire de la ville de 1885 à 1888,.

## Historique
À la fin du XVIe siècle, Philippe-Emmanuel de Lorraine, duc de Mercœur et de Penthièvre, gouverneur de Bretagne, dote le nord-ouest de Nantes de fortifications destinées à protéger les quartiers du Marchix et de Bourgneuf. Ces remparts relient cinq bastions. L'un d'eux est le « bastion de Couëron », traversé par la « porte de Couëron », située au niveau de l'actuelle place Édouard-Normand.
Avant 1700, alors que la « place » est moins étendue qu'aujourd'hui, l'endroit est connu sous le nom de « Motte aux Cochons », appellation utilisée sur les registres de baptême. L'esplanade prend ensuite le nom de « place Gutenberg », puis celui de « place Brancas ». Pour éviter les confusions avec le quai Brancas, le lieu est baptisé « place Édouard-Normand ».
Lorsque les remparts finissent d'être détruits, au milieu du XIXe siècle, l'emplacement de l'ancien bastion est laissé vide. C'est à cet endroit que deux frères, Prosper et Joseph Touchais, décident de construire une salle de spectacle pouvant accueillir du cirque et des pièces de théâtre à la mise en scène de grande envergure. La capacité de la « salle Brancas », qui va devenir théâtre de la Renaissance, est trois fois celle du théâtre Graslin. L'architecte Joseph-Fleury Chenantais dresse les plans de l'édifice, qui se construit sur le côté nord de la place et qui est inauguré le 25 décembre 1867,.
Le bâtiment est finalement détruit par un incendie en 1912. La municipalité lance le projet de construction d'un nouveau théâtre, confié à l'architecte Étienne Coutan. Une décision est adoptée dans ce sens le 3 août 1914, le jour même de la déclaration de la Première Guerre mondiale qui provoque alors l'ajournement du projet, lequel n'est jamais réalisé ; la seule opération menée à bien sur le site est le déblaiement des ruines de la salle détruite. Un jardin est aménagé en 1925.
Durant la Seconde Guerre mondiale, le bombardement du 23 septembre 1943 provoque la destruction du temple protestant situé place de l'Édit-de-Nantes. Des baraquements provisoires, destiné à accueillir les fidèles du culte réformé, sont alors installés place Édouard-Normand à l'emplacement de l'ancien « théâtre de la Renaissance ». En 1948, le projet de construction d'un nouveau temple en lieu et place des baraquements est lancé (des mesures d'alignement empêchant toute réutilisation de l'ancien site). Victoire Durand-Gasselin réalise les plans du temple protestant de Nantes, bâti en 1956.

## Bâtiments remarquables et lieux de mémoire
Le temple protestant de Nantes occupe le centre de la place. Il est bordé, à l'est, par un square qui porte le nom du musicologue Étienne Destranges (1863-1915).